# Marc Augé

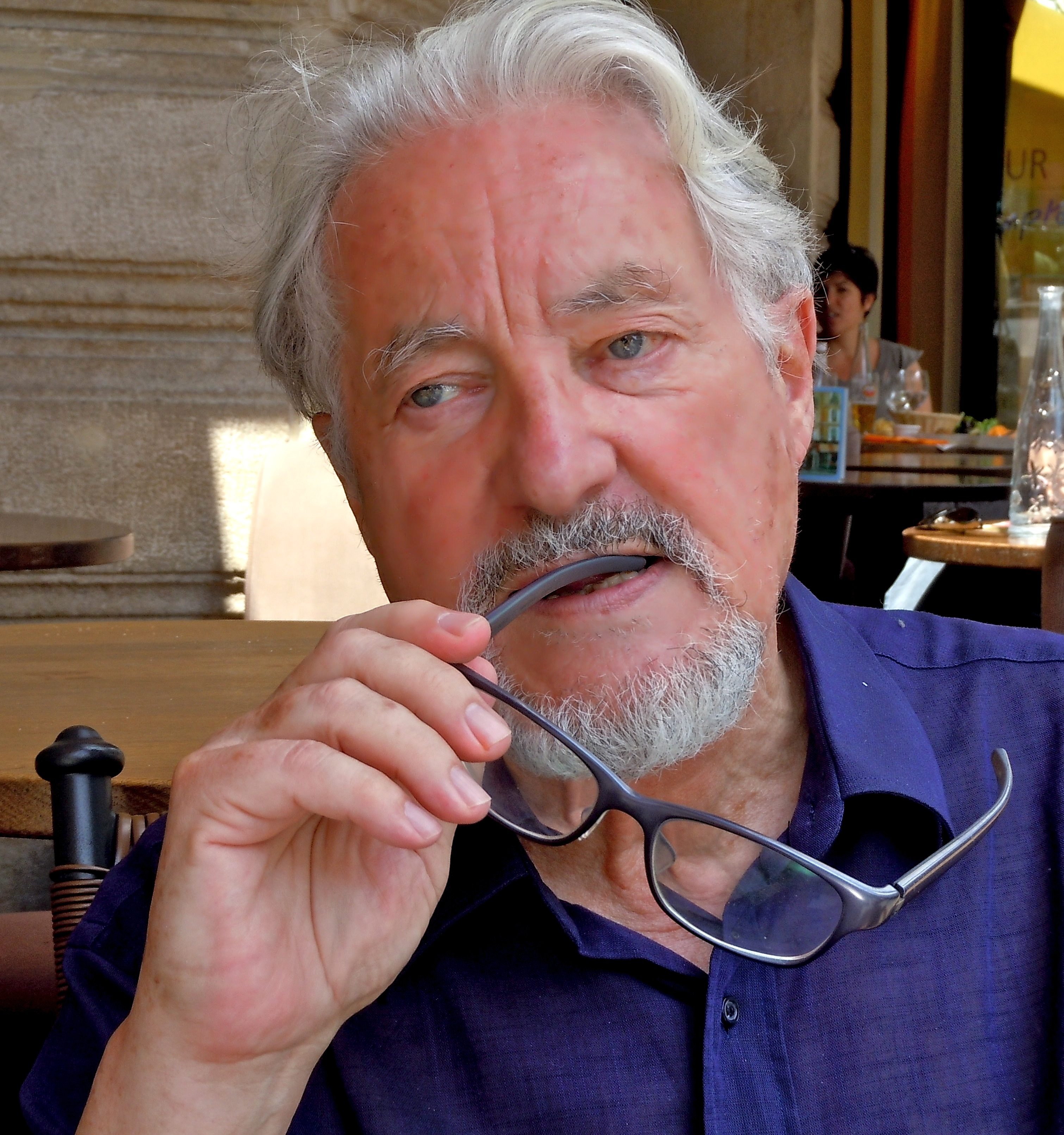
Marc Augé (2010)

Marc Augé (Poitiers, 2 september 1935 – Parijs, 24 juli 2023) was een Franse antropoloog. Hij was directeur van het Centre d'anthropologie des mondes contemporains (CAMC) in Parijs. Hij begon zijn carrière als antropoloog van niet-westerse culturen en deed vooral onderzoek in Afrika en Latijns-Amerika, maar ging zich vanaf halverwege de jaren '80 steeds meer inzetten voor antropologisch onderzoek naar de hedendaagse westerse cultuur.
Augé is met name bekend om zijn in 1992 gepubliceerde studie Non-lieux: introduction à une anthropologie de la surmodernité, waarin hij omgevingen zoals snelwegen, vliegvelden, supermarkten, hotels, en service- en informatiebeeldschermen omschrijft als "non-plaatsen" (non-lieux).

Non-plaatsen kenmerken zich in zijn optiek door hun uniformiteit en gebrek aan sociale binding: non-plaatsen zien er overal ter wereld hetzelfde uit en iedereen is er slechts tijdelijk. De toename van non-plaatsen, een onvermijdelijk gevolg en kenmerk van wat Augé de "supermoderniteit" noemt, heeft volgens hem vergaande implicaties voor onze samenleving, omdat non-plaatsen veel menselijke interactie overbodig maken en daardoor een nieuwe vorm van eenzaamheid met zich mee kunnen brengen.
Augés werk is niet in Nederlandse vertaling verschenen.
Augé overleed in de nacht van 23 op 24 juli 2023 op 87-jarige leeftijd.
- Bibsys: 90270409
- Biblioteca Nacional de España: XX4436775
- Bibliothèque nationale de France: cb13498749b (data)
- Catàleg d'autoritats de noms i títols de Catalunya: 981058513449906706
- CiNii: DA02508800
- Gemeinsame Normdatei: 124840884
- International Standard Name Identifier: 0000 0001 2278 0720
- Library of Congress Control Number: n79114140
- Bibliotheek van het Japanse parlement: 00511803
- Nationale Bibliotheek van Tsjechië: jn20000600507
- Nationale bibliotheek van Australië: 35010178
- Nationale Bibliotheek van Israël: 987007258174505171
- Nationale en Universitaire bibliotheek Zagreb: 000276871
- Nederlandse Thesaurus van Auteursnamen: 068557272
- Réseau des bibliothèques de Suisse occidentale: 02-A002952190
- Istituto Centrale per il Catalogo Unico: CFIV007487
- Système universitaire de documentation: 026696126
- Virtual International Authority File: 32153866
- WorldCat: E39PBJp6c3TdQPJM8mHp6hjjYP